# HD 89345 b
HD 89345 b (K2-234b) là một hành tinh ngoài hệ Mặt trời, nó giống như sao Hải Vương và quay quanh một ngôi sao loại G.

## Phát hiện
Nó được phát hiện bởi 43 nhà vật lý thiên văn, một trong số đó là V. Van Eylen, và được công bố vào năm 2018.

## Đặc điểm
HD 89345 b có khối lượng 0,1 MJ và bán kính 0,61 RJ, có được lớp đại dương. Ngôi sao hành tinh mẹ khoảng 5,3 tỷ năm tuổi thuộc lớp quang phổ G5V-G6V; nó lớn hơn 66% và lớn hơn 22% so với Mặt trời và cách xa 413 năm ánh sáng. Nhiệt độ  của ngôi sao là 5609 Kelvin và xem xét rằng HD 89345 b tạo ra một cuộc nổ xung quanh ngôi sao trong 11,8 ngày, từ nó ở khoảng cách 0,11 đơn vị thiên văn. Hành tinh này được các nhà nghiên cứu mô tả là một tầng ngầm ấm áp với trạng thái cân bằng nhiệt độ 1059 Kelvin.

## Quỹ đạo
Ngôi sao này có tuổi đời 9,4 tỷ năm. HD 89345 b quay quanh ngôi sao của nó trong khoảng 12 ngày trên mặt đất trên quỹ đạo hình elip. Quỹ đạo gần ngôi sao hơn giới hạn bên trong của vùng có thể ở được. Nó có mật độ thấp và có thể bao gồm khí. Nó có chỉ số tương tự Trái đất thấp (0,13) và rất khác so với hành tinh của chúng ta.
Ngôi sao mẹ của HD 89345 là một ngôi sao sángđược quan sát bởi nhiệm vụ K2 với lấy mẫu thời gian một phút. Nó thể hiện dao động giống như Mặt trời. Dữ liệu được tiến hành bởi các nhà  khoa thiên văn học để có thể xác định các tham số của ngôi sao và tìm khối lượng và bán kính của nó.